# Câble 1
De Téléval is een geplande kabelbaan in het departement Val-de-Marne. De kabelbaan moet volgens de planning het metrostation Pointe du Lac, het eindstation van metrolijn 8 te Creteil, met Villeneuve-Saint-Georges gaan verbinden.

## Geschiedenis
De plannen voor een kabelbaan dateren al uit de late jaren 80.
Plannen uit 1989 van de RATP voorzagen al de aanleg van een SK, een soort people mover tussen de wijken ten zuiden van Créteil en het metrostation Créteil - Préfecture. Dit project is echter nooit gerealiseerd.
De verlenging van metrolijn 8 naar het metrostation Pointe du Lac, die op 8 oktober 2011 in dienst is gegaan, hernieuwde de wens voor een nieuwe OV verbinding naar de nabijgelegen plaatsen Limeil-Brévannes, Valenton en Villeneuve-Saint-Georges.
In 2008 kwam de burgemeester van Limeil-Brévannes met het idee om een kabelbaan te bouwen. In 2011 gaf het syndicat des transports d'Île-de-France aan onderzoek te doen naar de haalbaarheid van een kabelbaan in de regio.

### Redenen voor een kabelbaan
De regio wordt doorsneden door twee belangrijke verkeerskundige obstakels: de Grande ceinture van Parijs en de N406. Om deze te overbruggen is een kabelbaan de simpelste optie, omdat er geen grote kunstwerken nodig zijn, zoals tunnels, bruggen of viaducten.
In de afgelopen jaren zijn in enkele andere steden (onder meer Medellín en Caracas) soortgelijke projecten gerealiseerd. Volgens de Franse wet is de kabelbaan de "veiligste manier van vervoer in de wereld, met bovendien lage infrastructuurkosten in vergelijking met andere vormen van openbaar vervoer". Bovendien heeft een kabelbaan weinig geluidsoverlast en een laag energieverbruik.
Omdat de kabelbaan automatisch en elektrisch is, is er geen rechtstreekse uitstoot van broeikasgas. Ook zijn de voertuigen stil, omdat er geen motor aan boord is.

## Route
De vooropgestelde route van de 4,5 kilometer lange lijn is als volgt:
|   | Station       | Plaatsen                 | Aansluitingen |
| - | ------------- | ------------------------ | ------------- |
| ● | Pointe du Lac | Créteil                  | 393           |
| ● | Temps Durable | Limeil-Brévannes         |               |
| ● | Émile Zola    | Limeil-Brévannes         |               |
| ● | Émile Combes  | Limeil-Brévannes         |               |
| ● | Bois Matar    | Villeneuve-Saint-Georges |               |

## Planning
De bouw van lijn zal naar verwachting in 2022 starten en 132 miljoen euro kosten.

## Belangrijkste doelen
Het belangrijkste doel van de kabelbaan is het verbeteren van de bereikbaarheid van de plaatsen in de regio. Momenteel wordt het vervoer tussen Créteil, Limeil-Brévannes, Valenton en Villeneuve-Saint-Georges verzorgd door de bij Optile aangesloten busbedrijven STRAV en SETRA. Deze busmaatschappijen rijden echter via de N6 en de D101, beiden erg filegevoelige trajecten. Door de komst van de kabelbaan wordt de reistijd tussen Bois Matar en het metrostation Pointe du Lac verkort van ruim 40 minuten naar 14 minuten.
Te Pointe du Lac kan worden overgestapt op onder andere de metro en de HOV-buslijn 393. Het RER D-station Créteil - Pompadour is vanaf Pointe du Lac binnen enkele minuten te bereiken met lijn 393.